# La Riba (Santa Margarida i els Monjos)
La Riba és una masia de Santa Margarida i els Monjos (Alt Penedès) que forma part de l'Inventari del Patrimoni Arquitectònic de Catalunya. La masia data del segle xviii, tot i que amb posterioritat ha estat modificada i ampliada.

## Descripció
És una masia situada a prop de Cal Salines, de planta quadrangular i composta de planta baixa, pis i golfes. La coberta és a dues vessants. Té un portal d'accés centrat a la façana. La disposició de les obertures del pis principal és irregular: hi ha dues finestres rectangulars, un balcó i una galeria d'arcs de mig punt a l'angle. Les obertures de les golfes són d'arc escarser. A la part posterior hi ha una porta adovellada. L'edifici presenta carreus de pedra picada a les cantonades. El conjunt es completa amb altres construccions agrícoles i un magatzem-celler de llenguatge modernista.